# Tłuste (województwo mazowieckie)
Tłuste – wieś sołecka w Polsce położona w województwie mazowieckim, w powiecie grodziskim, w gminie Grodzisk Mazowiecki. Leży  przy autostradzie A2 oraz drodze wojewódzkiej nr 579. Na terenie wsi zlokalizowany jest wjazd na A2, na samej autostradzie oznaczany jako węzeł Grodzisk Mazowiecki.
| SIMC    | Nazwa      | Rodzaj    |
| ------- | ---------- | --------- |
| 0002542 | Kłudzienko | część wsi |

Wieś szlachecka Tłustowo położona była w drugiej połowie XVI wieku w powiecie błońskim ziemi warszawskiej województwa mazowieckiego. W latach 1975–1998 miejscowość administracyjnie należała do województwa warszawskiego.
Niedaleko wsi Tłuste na północ w przysiółku Garbów stoi opuszczony parterowy dwór z mansardowym poddaszem, ustawiony frontem do północy. Dworek otacza zdziczały park.